# 三上恭佑
三上 恭佑（みかみ きょうすけ、1983年12月29日 - ）は、日本の男性プロレスラー。新日本プロレス所属。新潟県長岡市出身。血液型O型。

## 来歴
父親の影響で物心ついたときからのプロレスファンで、レスリング、柔道に打ち込む。新潟県立巻農業高等学校へ進学後はレスリングで国体に出場し、2000年にはフリースタイル97k級ベスト4の戦績を残す。卒業後、スポーツ推薦で専修大学へ入学。馳浩が監督を務めるレスリング部に入部し、2003年に行われたJOC杯ジュニアオリンピックのフリースタイル96kg級3位、2004年の全日本学生レスリング選手権ではフリースタイル、グレコローマン84kg級では共にベスト8という好戦績を残し、技術を高めた。
大学を中退した後に、新日本プロレスへの入門を志すも身長が足りない事で不合格。その後、4年間の浪人生活を経て2009年5月に身長制限が撤廃された入門テストに合格。練習生として長い練習期間を積んだ後、負傷した金本浩二の欠場を埋め合わせるべく2010年3月7日の田口隆祐戦にて急遽デビューを飾る。7月24日にSMASH主催の興行に参加し、児玉ユースケと対戦。逆エビ固めで初勝利を飾る。10月8日、新木場1stRING大会において田口とタッグを組み、円華、忍組と対戦。忍からピンフォールを奪われ敗北を喫する。さらにこの試合で顎を骨折し長期欠場。
2011年4月に体重を絞り、BEST OF THE SUPER Jr.の出場権を賭けたトーナメントに参加。1回戦でKAIENTAI-DOJOの関根龍一と対戦するも、敗退。
2012年1月4日、番組の企画で東京ドーム出場権を獲得し、レッスルキングダムVIの第0試合に出場した。2月5日、メキシコに遠征し、CMLLへ参戦。アレナ・コリセオ大会にて、全身タイツを着用した覆面レスラーナマハゲ（Namajague）としてデビューを果たす。また、現地でルードとして活動しているOKUMURAとのタッグ、ラ・フィエブレ・アマリージャ（La Fiebre Amarilla）を結成。9月9日のアレナ・メヒコ大会で、CMLL認定アレナコリセオタッグ王座を保持するストゥーカ・ジュニア & フエゴと対戦するが、敗戦した。9月14日に行われたCMLL79周年アニベルサリオ大会では、OKUMURA & タイチとのトリオで出場を果たした。
2013年3月3日にはアレナ・コリセオ大会で、再びOKUMURAとのタッグでストゥーカ・ジュニア & フエゴに挑戦。勝利を収め、アレナコリセオタッグ王座を奪取した。同月15日にはPPVであるビッグマッチ「オメナヘ・ア・ドス・レジェンダス」にてストゥーカ & レイ・コメタとマスカラ・コントラ・カベジェラを行い、敗戦。OKUMURAは丸坊主、自身はマスクを脱いで正体を明かした。以降、顔の右半分にメイクを施したペイントレスラーとして活動する。4月26日、Arena Mexico 57th Anniversary Showに登場し、コメタとカベジェラ・コントラ・カベジェラルールで対戦するも、敗北を喫し、丸坊主となった。9月13日、CMLL80周年記念アニベルサリオ大会では、OKUMURA & 石井智宏とのトリオで出場。11月3日、アレナ・コリセオ大会で、アレナコリセオタッグ王座の2度目の防衛戦に挑むが、ゲレーロ・マヤ・ジュニア & デルタ組に敗れ、王座を明け渡した。その後、しばらく姿を現していなかったがファンタスティカマニア2019でCMLL側のルードとして参戦。
2014年1月4日、レッスルキングダム8 IN 東京ドームの第8試合に行われたIWGPジュニアヘビー級選手権試合、プリンス・デヴィット対飯伏幸太戦の試合後、新王者となった飯伏の前に初めてエル・デスペラードとして姿を現した。
2020年12月11日、日本武道館で行われたBEST OF THE SUPER Jr.27優勝決定戦、高橋ヒロム vs エル・デスペラードの試合中、ヒロムによってマスクを破られたデスペラードが自らマスクを脱ぎ、素顔のまま試合を継続した。その正体について三上であると報じた記事も有り試合後のコメントで試合後「チクショウ、俺の同期、最強だろう？　でもな、リング上にはな、高橋ヒロムとエル・デスペラードしかいなかったよ、今日は」と、自らヒロムと同期入門の三上であることを認めるコメントを残した。
2023年11月3日、母校である長岡市立寺泊小学校の創立150周年記念式典・講演会において講演を行った。

## 得意技
キャノンボール
コーナーに尻餅をつかせた相手に対し、助走をつけて前宙しながら背中から浴びせ倒していく技。土井成樹が使用する大暴走と同型。
バックハンドエルボー
主に使用される串刺し式はキャノンボールの布石として用いられる。また、スライディング式も使用。
フライング・ネックブリーカー・ドロップ
チェンジ・オブ・ペースとされる技の一つ。
ダブルアーム・スープレックス
ジャーマン・スープレックスホールド
トペコンヒーロ

## タイトル歴
CMLL
- CMLL認定アレナコリセオタッグ王座（第11代）（w / OKUMURA）

## 入場テーマ曲
生理痛は神無月を凍らす気温。/ マキシマムザホルモン
CMLL参戦時のテーマ曲。
Roughness
2010年 - 2012年まで使用。
All I Want / The Offspring
最初期のテーマ曲。

## その他
DDTプロレスリングに所属していたMIKAMIとは名字が同じだけでなく本名の下の名前の漢字が一文字違い（MIKAMIの本名は三上恭平）で誕生日も一日違いという偶然が重なっている。